# مکرانی (سرده)
مکرانی (نام علمی: Maerua) نام یک سرده از تیره کبریان است.